# گیتلی
گیتلی (به انگلیسی: Gateley) یک روستا و محله مدنی در بریتانیا است که در Breckland District واقع شده‌است. گیتلی ۶٫۱۴ کیلومتر مربع مساحت و ۶۵ نفر جمعیت دارد.